# Parallel Hearts
『'Parallel Hearts』は、FictionJunctionの1作目のシングル。2009年4月29日にFlyingDogから発売された。

## 概要
FictionJunction名義での初めてのシングルでもあり、
従来は、FictionJunction○○（○○にはヴォーカル歌手名が入る。）として、
名義が歌手毎に異なっていたものを、「FictionJunction」名義に統一してリリースした初めてのシングルでもある。

## 収録曲
（全作詞・作曲・編曲：梶浦由記）
1. Parallel Hearts
  - テレビアニメ『PandoraHearts』オープニングテーマ
2. ひとみのちから
  - 歌：FictionJunction YUUKA
3. Parallel Hearts 〜Instrumental〜
4. ひとみのちから 〜Instrumental〜